# گوفی
گوفی (به انگلیسی: Goofy) یک شخصیت کارتونی بامزه است که در سال ۱۹۳۲ (میلادی) در استودیوی والت دیزنی به وجود آمد.
گوفی سگی است که خصوصیات انسانی دارد. او به لهجه جنوب آمریکا حرف می‌زند، و معمولاً بلوز یقه اسکی، جلیقه، کلاه شاپو و دستکش بر تن دارد. دانلد داک و میکی موس از نزدیکترین دوستان او هستند و یکی از محبوب‌ترین شخصیت‌های تولید شده در شرکت والت دیزنی است. رفتار او ناخودآگاهانه و حساب نشده‌است. البته همیشه این طور رفتار نمی‌کند، رفتار شهودی دارد و باهوش است اگرچه رفتار خاص و منحصر به فردی نشان می دهد.
گوفی با نام Dippy Dawg در نمایشنامه میکی در سال ۱۹۳۲ (میلادی) کارتون پویانمایی‌شده ظاهر شد. مدتی بعد در همان سال گوفی با ظاهری جوان‌تر در The Whoopee Party ظاهر شد. در دهه ۱۹۳۰ گوفی همیشه یکی از سه‌گانه‌ای بود که دانلد داک و میکی موس در آن حضور داشتند. از سال ۱۹۳۹ گوفی حضور تنهای خود را در کارتون‌های کوتاه آغاز کرد که در سال‌های ۱۹۴۰ و ۱۹۵۰ محبوب شد. دو تا از این کارتون‌های کوتاه به نام‌های How to Play Football و Aquamania برای اسکار نامزد شدند. گوفی همچنیندر سریال‌های کارتونی کوتاهی ایفای نقش کرده‌است که میکی‌ماوس در آن‌ها نبوده و در کنار دونالد ظاهر شده‌است مثل Polar Trappers. سه کارتون کوتاه دیگر از گوفی ساخته شد و پس از آن گوفی فقط در تلویزیون و کمیک‌ها به صورت تنها ظاهر شد. او با Mickey's Christmas Carol در سال ۱۹۸۳ به تئاترهای پویانمایی بازگشت. آخرین حضور تئاتری او در How to Hook Up Your Home Theater در سال ۲۰۰۷ بود. گوفی همچنین در تلویزیون نیز در Goof Troop (۱۹۹۲–۱۹۹۳) و Disney's House of Mouse (۲۰۰۱–۲۰۰۳) و Mickey Mouse Clubhouse (۲۰۰۶–اکنون) حضور پیدا کرده‌است.

## تاریخچه
از میان پویانمایان استودیوی دیسنی ازآرت ببیت به عنوان خالق گوفی یاد می‌کنند اما طراح اصلی این شخصیت، فرانک وب بوده‌است.
زن گوفی (بدون نام) ظاهر شده‌است اما همیشه به صورتی بوده‌است که صورتش دیده نشود.

## ظهورها

### سال‌های ابتدایی
نخستین ظهور گوفی در نمایشنامه میکی بود که در ۲۵ مهٔ ۱۹۳۲ منتشر شد. در این فیلم کوتاه که توسط ویلفرد جکسون کارگردانی شد میکی‌ماوس، مینی ماوس، هوراس یقه‌اسبی و کلارابل گاوه حضور داشتند.

### سال‌های بعدی
در سال ۱۹۳۵ ایستگاه تعمیرات میکی به کارگردانی بن شارپستین (Ben Sharpsteen) اولین کمدی کوتاه «میکی، دونالد و گوفی» بود.

## در کمیک‌ها
در کمیک استریپ‌ها نام این شخصیت در ابتدا دیپی داگ (Dippy Dawg) بود اما از سال ۱۹۳۶ به گوفی تغییر یافت. در سال‌های اول سایر اعضای باند میکی‌ماوس با او رفتار خوبی نداشتند اما کم کم با او گرم گرفتند.

## در بازی‌های رایانه‌ای
در بازی کینگدام هارتس گوفی سردسته نگهبانان دژ دیسنی است.

## نگارخانه

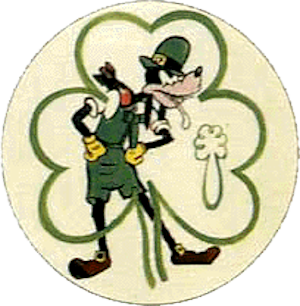
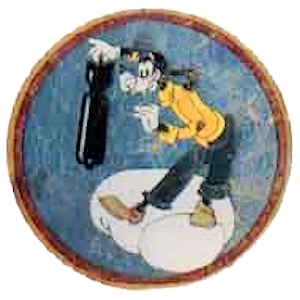